# Cupuladria biporosa
Cupuladria biporosa is een mosdiertjessoort uit de familie van de Cupuladriidae. De wetenschappelijke naam van de soort is voor het eerst geldig gepubliceerd in 1923 door Ferdinand Canu en Ray Smith Bassler.